# Salvador González Anaya
Salvador González Anaya (Málaga, 20 de agosto de 1879-Málaga, 30 de enero de 1955) fue un poeta y novelista español, académico de número de la Real Academia Española, presidente de la Real Academia de Bellas Artes de San Telmo y alcalde de Málaga entre 1916-1918 y en 1935.

## Obra
Poesía:
- Cantos sin eco (1899).
- Medallones (1900).

Novela:
- Rebelión (1905).
- Las tardes del limonar (1909).Texto en cursiva
- La sangre de Abel (1915).
- El castillo de irás y no volverás (1921).
- Las brujas de la ilusión (1923).
- Nido de cigüeñas (1927).
- La oración de la tarde (1929).
- Nido real de gavilanes (1931).
- Las vestiduras recamadas (1932), sobre la quema de conventos de 1931 en Málaga.
- Los naranjos de la Mezquita (1933).
- Luna de plata (1942).
- Luna de sangre (1944).
- El camino invisible (1945).
- La jarra de azucenas (1949).
- Tierra de señorío (1952).

Otros:
- Obras completas (1948).